# Rörtjärnen (Järna socken, Dalarna, 671779-142522)
Rörtjärnen är en sjö i Vansbro kommun i Dalarna och ingår i Dalälvens huvudavrinningsområde. Sjön har en area på 0,0629 kvadratkilometer och ligger 243,7 meter över havet.

## Delavrinningsområde
Rörtjärnen ingår i det delavrinningsområde (671600-142660) som SMHI kallar för Utloppet av Storsjön. Medelhöjden är 268 meter över havet och ytan är 14,38 kvadratkilometer. Räknas de 18 avrinningsområdena uppströms in blir den ackumulerade arean 154,96 kvadratkilometer. Snöån (Mögsjöån) som avvattnar avrinningsområdet har biflödesordning 3, vilket innebär att vattnet flödar genom totalt 3 vattendrag innan det når havet efter 302 kilometer. Avrinningsområdet består mestadels av skog (74 procent). Avrinningsområdet har 2,29 kvadratkilometer vattenytor vilket ger det en sjöprocent på 15,9 procent.